# سو یونگ جو
سو یونگ جو (کره‌ای: 서영주؛ زادهٔ ۱۶ فوریه ۱۹۹۸) بازیگر اهل کره جنوبی است. او برندهٔ جایزهٔ بهترین بازیگر نقش اول مرد در جشنواره بین‌المللی فیلم توکیو و جشنواره بین‌المللی فیلم سینه‌مانیلا به خاطر عملکردش در فیلم نوجوان مجرم (۲۰۱۲) شد.

## فیلم‌شناسی

### فیلم
| سال  | عنوان        | نقش                                 | توضیحات |
| ---- | ------------ | ----------------------------------- | ------- |
| ۲۰۰۸ | یک گل یخ‌زده  | جوانی هان بک                        |         |
| ۲۰۰۹ | خونین بی‌گناه | یازده سالکی دونگ شیک (۴ اکتبر ۱۹۹۷) |         |
| ۲۰۱۲ | دزدان        | جوانی ماکائو پارک                   |         |
| ۲۰۱۲ | نوجوان مجرم  | جانگ جی گو                          | [ ۵ ]   |
| ۲۰۱۳ | موبیوس       | پسر                                 | [ ۶ ]   |
| ۲۰۱۵ | خیانتکار     | جوانی ایم سونگ جه                   | [ ۷ ]   |
| ۲۰۱۶ | عصر سایه‌ها   | جو دونگ سونگ                        | [ ۸ ]   |
| ۲۰۱۷ | جاده برفی    | کانگ یونگ جو                        | [ ۹ ]   |
| ۲۰۱۸ | دونگ هوا     | دونگ هوا                            |         |
| ۲۰۱۹ | ماندگار      |                                     | [ ۱۰ ]  |
| ۲۰۲۱ | ده ماه       |                                     | [ ۱۱ ]  |
| ۲۰۲۲ | در را باز کن | چی هوک                              | [ ۱۲ ]  |

### مجموعه تلویزیونی
| سال  | عنوان               | نقش                       | توضیحات         | منابع         |
| ---- | ------------------- | ------------------------- | --------------- | ------------- |
| ۲۰۰۹ | قهرمان              | جین دو هیوک (جوانی)       |                 |               |
| ۲۰۱۰ | اولین ازدواج        | لی چانگ سو (پانزده سالگی) |                 |               |
| ۲۰۱۱ | به صدای قلبم گوش کن | جانگ جون ها (جوانی)       |                 | [ ۱۳ ]        |
| ۲۰۱۱ | سرنوشت یک مبارز     | گیو کی (جوانی)            |                 | [ ۱۴ ]        |
| ۲۰۱۲ | پادشاه مد           | کانگ یونگ گول (جوانی)     |                 | [ ۱۵ ]        |
| ۲۰۱۲ | ملکه مه             | جانگ ایل مون (جوانی)      |                 | [ ۱۶ ] [ ۱۷ ] |
| ۲۰۱۲ | پرتره خانوادگی      | هان جین وو                |                 |               |
| ۲۰۱۳ | رنگین‌کمان طلایی     | کیم مان وون (جوانی)       |                 | [ ۱۸ ]        |
| ۲۰۱۴ | درامای ویژه کی‌بی‌اس  | سوک جو                    | قسمت: «جوانی»   | [ ۱۹ ]        |
| ۲۰۱۵ | جاده برفی           | کانگ یونگ جو              |                 |               |
| ۲۰۱۵ | سلام هیولا          | لی جونگ ها                | مهمان، قسمت ۶–۷ | [ ۲۰ ]        |
| ۲۰۱۶ | قسم سلیمان          | لی سو وو                  |                 | [ ۲۱ ] [ ۲۲ ] |
| ۲۰۱۷ | نسل دختران ۱۹۷۹     | به دونگ مون               |                 | [ ۲۳ ] [ ۲۴ ] |
| ۲۰۱۹ | دنیای زیبا          | هان دونگ سو               |                 | [ ۲۵ ]        |
| ۲۰۲۰ | کسی نمی‌داند         | کیم ته هیون               |                 |               |
| ۲۰۲۳ | افسانه نه دم ۱۹۳۸   | ساتوری                    |                 | [ ۲۶ ]        |
| ۲۰۲۳ | رأی کشنده           | کیم جی هون                |                 | [ ۲۷ ]        |
| ۲۰۲۴ | جوانی               | کیم دو گون                |                 | [ ۲۸ ]        |